# Беранек, Ондржей
Ондржей Беранек (чеш. Ondřej Beránek; род. 21 декабря 1995, Гавличкув-Брод, Восточночешский край) — чешский хоккеист, нападающий. Играет за клуб чешской Экстралиги «Энергия» Карловы Вары.

## Карьера
Ондржей Беранек начал свою хоккейную карьеру в Гавличкув-Броде, в 2012 году перешёл в «Карловы Вары». Играл за юниорскую команду в Молодёжной хоккейной лиге. Дебютировал в Экстралиге в конце сезона 2013/14. Прорыв в карьере Беранека произошёл в сезоне 2018/19. Он стал играть в 1-м звене клуба, его результативная игра привлекла внимание тренеров сборной Чехии. В конце 2018 года дебютировал в сборной Чехии. В апреле 2019 года Милош Ржига пригласил Беранека к играм за сборную при подготовке к чемпионату мира 2019 года. 17 апреля Беранек забил первый гол за сборную, это произошло в Карловых Варах, за команду которого он играет.

## Статистика
Обновлено на конец сезона 2020/2021
- Чешская экстралига — 172 игры, 72 очка (40+32)
- Сборная Чехии — 15 игр, 3 очка (2+1)
- Переходный турнир* — 31 игра, 12 очков (7+5)
- Чешская первая лига — 107 игр, 54 очка (30+24)
- Чешская вторая лига — 10 игр, 18 очков (12+6)
- Молодёжная хоккейная лига — 106 игр, 38 очков (21+17)
- Всего за карьеру — 441 игра, 197 очков (112+85)

Переходный турнир* — турнир за право участия в Экстралиге